# Bahnhof Achern
Der Bahnhof Achern ist der größte und zugleich wichtigste der vier Bahnhöfe der Großen Kreisstadt Achern in Baden-Württemberg. Er hat die Adresse Eisenbahnstraße 40, liegt am Streckenkilometer 125,3 der Bahnstrecke Mannheim–Basel (Rheintalbahn) und ist Ausgangspunkt der nach Ottenhöfen führenden Achertalbahn, die von der SWEG betrieben wird. Der Bahnhof besitzt vier Bahnsteiggleise. Seit Dezember 2004 ist er außerdem Endpunkt der Stadtbahn Karlsruhe, heute der Linien S7 und S71.

## Lage
Der Bahnhof Achern befindet sich am nordwestlichen Rand der Stadt Achern, circa 700 Meter westlich des Stadtzentrums, am südlichen Rand des Gewerbegebietes Mittelmatten. In unmittelbarer Nähe zum Acherner Bahnhof verlaufen die Bundesstraße 3 und parallel zur Rheintalbahn die Ausbau- und Neubaustrecke Karlsruhe–Basel.

## Geschichte
Am 1. Juni 1844 eröffneten die Großherzoglich Badischen Staatseisenbahnen den Streckenabschnitt Baden-Oos–Offenburg der Rheintalbahn, womit auch Achern seinen Bahnhof erhielt. Das Empfangsgebäude war ein spätklassizistisches Gebäude aus Backstein im Rundbogenstil mit Verzierungen aus Terrakotta. Mit Eröffnung der privaten Achertalbahn am 1. September 1898 wurde die Station schließlich zum Trennungsbahnhof. 1957 folgte der Anschluss an das elektrische Eisenbahnnetz, als die Rheintalbahn elektrifiziert wurde. In den 1990er Jahren wurde die Rheintalbahn begradigt und dafür im Bereich Achern um circa 100 Meter westlich verlegt. Der alte Bahnhof wurde aufgegeben und abgerissen und an der neuen Strecke die heutige Station errichtet, gleichzeitig wurde die Achertalbahn in den neuen Bahnhof verlängert. Das neue Gebäude beherbergt ein Reisezentrum der Deutschen Bahn sowie eine Filiale der Bahnhofsbuchhandlung Schmitt&Hahn.

### Nebenbahn-Bahnhof
Die am 3. September 1898 eröffnete Strecke nach Ottenhöfen (Achertalbahn) hatte einen eigenen Bahnhof auf der anderen Straßenseite gegenüber dem Empfangsgebäude der Staatsbahn. Neben einem Gleis mit Bahnsteig gab es ein Umfahrungsgleis und drei Abstellgleise, in südliche Richtung gab es  ein Verbindungsgleis zur Staatsbahn. Mit dem Umbau der Bahnanlagen in Achern im Zuge der Begradigung der Rheintalbahn wurde dieser Bahnhof aufgegeben und die Achtertalbahn direkt in den Bahnhof eingeführt.

## Verkehr
Achern liegt wie der gesamte Ortenaukreis im Verbundgebiet des Tarifverbundes Ortenau (TGO). Neben den Regional-Express- und Regionalbahn-Zügen der Deutschen Bahn alle 60 Minuten (alle 30 Minuten in der Hauptverkehrszeit) Richtung Karlsruhe bzw. Offenburg (– Konstanz oder Freiburg–Basel) und den SWEG-Zügen auf der Achertalbahn (Achern – Ottenhöfen) fahren hier die Linien S7 und S71 (bis Dezember 2016: S4 und S32) der Stadtbahn Karlsruhe, die in Achern enden beziehungsweise beginnen. Auf dem Bahnhofsvorplatz befindet sich ein Busbahnhof mit sechs Bussteigen für Regionalbusse, darunter die RVS-Linie 7123 über Kloster Allerheiligen nach Oppenau.
(Stand: 2023)
| Linie | Linienweg | Takt             | Betreiber                                |
| ----- | --- | ---------------- | ---------------------------------------- |
| RE 2  | Karlsruhe Hbf – Rastatt – Baden-Baden – Achern – Offenburg – Villingen (Schwarzwald) – Singen – Konstanz                                                   | 60 Min           | DB Regio Baden-Württemberg               |
| RE 7  | Karlsruhe Hbf – Rastatt – Baden-Baden – Achern – Offenburg – Freiburg (Breisgau) Hbf – Basel Badischer Bahnhof – Basel SBB                                 | 60 Min (nur HVZ) | DB Regio Baden-Württemberg               |
| RS 3  | Achern – Kappelrodeck – Ottenhöfen | 60 Min           | SWEG Südwestdeutsche Landesverkehrs-GmbH |
| RB 44 | Karlsruhe Hbf – Ettlingen West – Rastatt – Baden-Baden – Achern                                                                                            | 60 Min (nur HVZ) | DB Regio Mitte                           |
| S 7   | Karlsruhe Tullastraße – Karlsruhe Marktplatz – Karlsruhe Hbf – Karlsruhe Albtalbahnhof – Durmersheim – Bietigheim (Baden) – Rastatt – Baden-Baden – Achern | 60 Min           | Albtal-Verkehrs-Gesellschaft             |
| S 71  | Karlsruhe Hbf – Ettlingen West – Rastatt – Baden-Baden – Achern                                                                                            | einzelne Fahrten | Albtal-Verkehrs-Gesellschaft             |